# Embalse de Barrios de Luna
El embalse de Barrios de Luna es un embalse situado en la comarca leonesa de Luna en España. Toma su nombre del pueblo que se sitúa a los pies del muro de contención: Los Barrios de Luna.

## Historia
El proyecto fue redactado entre 1935 y 1936, durante la época de la II República, por el Ingeniero de la Confederación Hidrográfica del Duero Luis de Llanos y Silvela. En el año 1945, en pleno franquismo duro, se adjudicaron las obras a Ginés Navarro, comenzándose las mismas en el verano de ese año, pese a la oposición de los vecinos del valle del Luna. El 15 de junio de 1951 se cierran las compuertas para el inicio del primer embalsado y a las 5 de la tarde del 31 de julio de 1951 se abren dichas compuertas y se produce el primer desembalse.
Dieciséis pueblos y barrios quedaron sumergidos en el fondo del embalse: Arévalo, Campo de Luna, La Canela, Casasola, Cosera de Luna, Lagüelles, Láncara de Luna, Miñera, Mirantes de Luna, El Molinón, Oblanca, San Pedro de Luna, Santa Eulalia de las Manzanas, Trabanco, Truva y Ventas de Mallo.
Fue inaugurado oficialmente en 1956 por el dictador Francisco Franco para, según se argumentó por el régimen en aquel momento, poder establecer zonas de regadío en la zona del Páramo Leonés y la comarca del Órbigo. Las aguas del Luna se unen con el río Omaña para pasar a denominarse desde ese momento río Órbigo.

## Descripción
Cuenta con una presa de ochenta metros de altura, creada aprovechando una estrechez del terreno, que genera un volumen de más de 300 millones de metros cúbicos de agua, que sirven para el regadío de unas 50.000 hectáreas principalmente de maíz, remolacha y lúpulo.
El embalse es cruzado por la autopista AP-66 en dirección a Asturias, en la cual está construido un puente atirantado llamado Ingeniero Carlos Fernández Casado, que es actualmente el de mayor luz de España después del Puente de la Constitución de 1812 de Cádiz.
En septiembre de 2017 alcanzó un mínimo histórico al encontrarse al 4% de su capacidad debido a la sequía en España en 2017, pudiendo volverse a ver entonces la mayor parte de los restos de los pueblos que llevaban sumergidos, en algunos casos, más de 60 años. Sin embargo, se recuperó el nivel de agua embalsada habitual a la primavera siguiente.

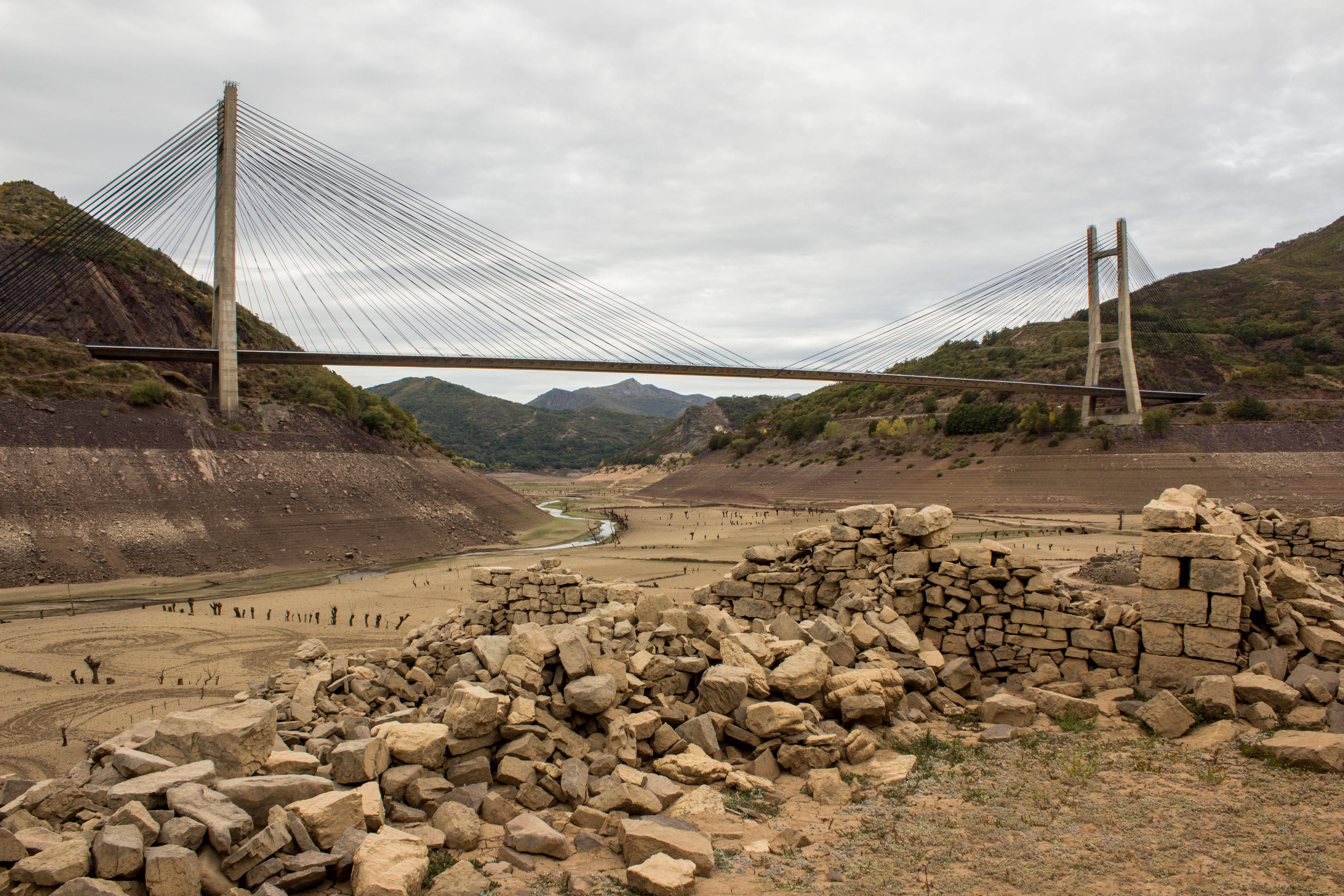
Vista del embalse en octubre de 2017.